# Hamid (nom)
Hamid és un nom masculí àrab (àrab: حميد, Ḥamīd) que literalment significa ‘lloable’, ‘digne d'agraïment’, ‘meritori’, o també ‘celebrat’, ‘famós', Si bé Hamid és la transcripció normativa en català del nom en àrab clàssic, també se'l pot trobar transcrit Hameed. Aquest nom també el duen molts musulmans no arabòfons que l'han adaptat a les característiques fòniques i gràfiques de la seva llengua.
Transcrit en caràcters llatins pot confondre's amb Hàmid.
Vegeu aquí personatges i llocs que duen aquest nom.
Vegeu també Abd-al-Hamid.